# Mont-sur-Rolle
Mont-sur-Rolle är en ort och  kommun i distriktet Nyon i kantonen Vaud, Schweiz. Kommunen har 2 783 invånare (2023).